# Radio Eins (Coburg)
Radio Eins ist ein Lokalradio für den Landkreis Coburg, die Stadt Coburg, den Landkreis Hildburghausen, Landkreis Lichtenfels, Landkreis Sonneberg und Landkreis Kronach mit Sitz in Coburg, Seifartshofstraße.

## Geschichte
Radio Eins startete am 28. November 1992 seinen Sendebetrieb, wandelte sich dabei von Zeit zu Zeit und richtet sich nun an die Zielgruppe der 30- bis 59-Jährigen.
Der Radiosender bezeichnet sein Sendegebiet auch als „RadioEINS-Land“.

## Moderatoren / Redakteure
- Anja Hampel: Redaktionsleiterin und Nachrichtenchefin
- Thomas Apfel: Studioleiter und Moderator der Frühsendung „Der Morgen“ (6–10 Uhr)
- Torsten Hanft: stellv. Redaktionsleiter und Moderator der Frühsendung „Der Morgen“ (6–10 Uhr)
- Uli Noll: Moderatorin der Sendung „Besser arbeiten“ (10–15 Uhr)
- Rico Böhme: Moderator der Sendung „Besser arbeiten“ (10–15 Uhr)
- Julian Übelhack: Redaktion und Moderator
- Jenny Huth: Moderatorin
- Kim Schmidt: Volontärin und Redaktion
- Magdalena Narr: Volontärin und Moderatorin der Sendung „Besser Arbeiten“ (10–15 Uhr)

## Empfang

### DAB Digitalradio
Radio Eins ist in ganz Oberfranken über DAB Digitalradio im Kanal 10B zu empfangen.

### UKW
Das Programm wird über folgende UKW-Frequenzen verbreitet:
- UKW 89,2 in Coburg
- UKW 90,0 in Kronach
- UKW 95,4 in Lichtenfels
- UKW 93,7 in Ludwigsstadt
- UKW 92,2 in Neustadt b. Coburg
- UKW 106,3 in Pressig

Ebenso ist Radio Eins über einen Livestream im Internet empfangbar.